# Mohamed Esa
Mohamed Esa (11 settembre 2000) è un maratoneta etiope.

## Biografia
Nel 2023 ha conquistato un secondo posto alla Maratona di Tokyo, mentre nel 2024 ha conquistato un secondo posto alla Maratona di Boston ed un secondo posto alla Maratona di Chicago.

## Altre competizioni internazionali
2021
- Argento alla Mezza maratona del Portogallo ( Lisbona) - 59'39"

2022
- 5º alla Maratona di Amsterdam ( Amsterdam) - 2h05'05"
- Oro alla Mezza maratona del Portogallo ( Lisbona) - 1h01'00"

2023
- Argento alla Maratona di Tokyo ( Tokyo) - 2h05'22"
- 8º alla Maratona di Valencia ( Valencia) - 2h05'40"

2024
- Argento alla Maratona di Chicago ( Chicago) - 2h04'39"
- Argento alla Maratona di Boston ( Boston) - 2h06'58"

2025
- 11º alla Mezza maratona di Ras al-Khaima ( Ras al-Khaima) - 1h00'29"